# Vladimir Djanibekov
Vladimir Alexandrovitch Djanibekov (en russe : Владимир Александрович Джанибеков) est un cosmonaute soviétique, né le 13 mai 1942.

## Biographie
Vladimir Alexandrovitch Djanibekov est aussi major-général de l’aviation, deux fois Héros de l’URSS.
En 1960 il termine l’école militaire de Tachkent (RSS d'Ouzbékistan) et en 1965 - l’école militaire supérieure d’aviation d’Eïsk (RSFS de Russie). Il a piloté 13 types d’avions avec au total près de 2 000 heures de vol.
Vladimir Djanibekov parle de lui-même ainsi : « La plus grande partie de ma vie j’habite la planète Terre, mais toute ma vie j’ai rêvé du ciel, des pérégrinations, des vols vers des mondes lointains. »
À part sa profession de cosmonaute, dans sa sphère d’intérêts se trouvent : la radiotechnique, l’astronomie, l’écologie, les nouveaux types d’énergie, les vols en montgolfières, la musique, la poésie, la littérature et, bien sûr, la passion pour les arts graphiques.
Il est connu pour avoir observé et documenté l'Effet Djanibekov qui porte désormais son nom.

## Artiste
Ses premières leçons de dessin, de composition et de peinture, Vladimir les a eues à l’école militaire et au Musée des Arts, où tous les élèves passaient leur temps libre. À l’école supérieure d’aviation et, ensuite, dans l’équipe des cosmonautes, Vladimir s’est avéré comme un dessinateur indispensable. Ses loisirs passaient en design des différents schémas et en édition de journaux humoristiques.
Ses amis peintres : Guerman Komlev, Vladimir Medvedev, Taïr Salakhov, et aussi ses amis sculpteurs : Yakov Shapiro, Vitaly Lévin - ont eu une grande influence sur l’œuvre du cosmonaute. La réalisation des miniatures fut le premier travail en commun avec Guerman Komlev. Grâce à leurs esquisses, le Ministère des Communications a édité dans les années 1980 quinze timbres, enveloppes et blocs de timbres commémoratifs dédiés aux événements importants de l’histoire de la conquête de l’Espace.

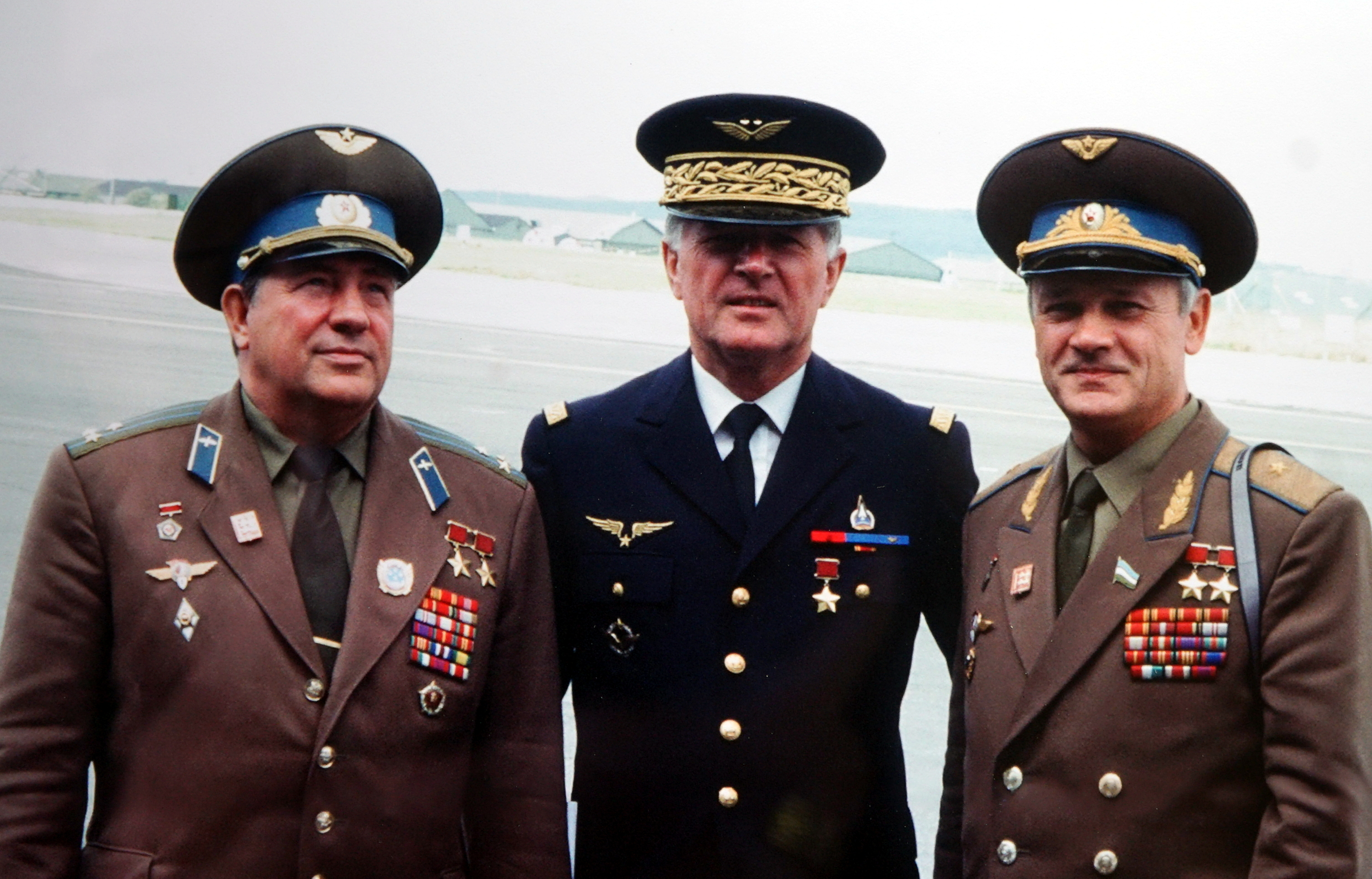
En 1992 en France.

Les thèmes principaux de l’œuvre de Vladimir Djanibekov sont : « L’Homme, La Terre, Le Cosmos », avec toute l’immensité du monde intérieur de l’homme hors du commun, ses pensées, ses sentiments, ses fantaisies, ses réflexions philosophiques. On croit tout reconnaître car tout est réel et, en même temps, tout a un sens profond et mystérieux, d’où l’impression que Vladimir ressent et voit ce que nous ne connaissons pas.
Vladimir travaille dans la merveilleuse tradition de l’école réaliste : tout est au service de l’expression imagée des sentiments et des pensées du peintre.
Ses œuvres se trouvent dans des musées en la Russie, aux États-Unis, en Allemagne, en Ouzbékistan, dont certaines ont été exposées aux quatre coins du monde.

## Vols réalisés
Il intègre le corps des cosmonautes à partir de 1970 et a été commandant sur 5 vols Soyouz.
- 10 janvier 1978 : Djanibekov participe à la mission Soyouz 27 lancée en direction de Saliout 6, en tant que membre de l'expédition Saliout 6 EP-1. Il revient sur Terre le 16 janvier 1978 à bord de Soyouz 26.
- 22 mars 1981 : il participe à la mission Soyouz 39 lancée en direction de Saliout 6, en tant que membre de l'expédition Saliout 6 EP-10. Il revient sur Terre le 30 mars 1981.
- 24 juin 1982 : il participe à la mission Soyouz T-6 lancée en direction de Saliout 7, en tant que membre de l'expédition Saliout 7 EP-1. Il revient sur Terre le 2 juillet 1982.
- 17 juillet 1984 : il participe à la mission Soyouz T-12 lancée en direction de Saliout 7, en tant que membre de l'expédition Saliout 7 EP-4. Il revient sur Terre le 29 juillet 1984.
- 6 juin 1985 : il participe à la mission Soyouz T-13 (plus de 112 jours), lancée en direction de Saliout 7, en tant que membre de l'expédition Saliout 7 EO-4-1b. Il revient sur Terre le 26 septembre 1985.